# Base (aplicativo)
Base é um gerenciador de banco de dados multiplataforma de código aberto originalmente desenvolvido pela Star Division e posteriormente pela Sun Microsystems, distribuído através do pacote comercial StarOffice. É também distribuído gratuitamente nas suítes OpenOffice.org, LibreOffice, BrOffice e NeoOffice.
O Base tem suporte à criação e modificação de tabelas, formulários, consultas, relatórios e macros. A edição dos formulários é feita através do Writer. O suporte nativo é para o SGBD HSQLDB, tendo filtro nativo para o DBase. Outros formatos suportados são o Microsoft Access, Adabas D, MySQL ou outras bases de dados que utilizem os conectores ODBC e JDBC. 